# Frank Longman
Frank Augustus Longman (* 1893 oder 1894; † 14. Juni 1933 in Ramsey, Isle of Man) war ein britischer Motorradrennfahrer.

## Karriere
Longman nahm 1921 in der 350-cm³-Klasse erstmals an der Tourist Trophy auf der Isle of Man teil. Er belegte auf einer Wooler den 34. Rang. Im folgenden Jahr fiel er im Junior-TT-Rennen, erstmals für A.J.S. startend, aus.
1923 gewann Frank Longman auf 350-cm³-A.J.S. mit dem in Frankreich ausgetragenen Großen Preis der U.M.F. erstmals ein Rennen auf dem europäischen Festland. Der Brite siegte auf dem Circuit de Touraine in der Nähe von Tours mit einer Durchschnittsgeschwindigkeit von 56,4 mph. Im folgenden Jahr konnte er diesen Erfolg wiederholen. Im Jahr 1925 feierte der Brite mit Rang zwei hinter Howard Davies im Senior-Rennen (500-cm³-Klasse) seinen bis dahin größten Erfolg bei der TT.
1926 wurde Longman auf A.J.S. hinter Stanley Woods und Wal Handley Dritter im Senior-TT-Rennen. Mitte Juli wurde im Rahmen des VI. Großen Preises von Belgien auf dem Circuit de Spa-Francorchamps die Motorrad-Europameisterschaft 1926 ausgefahren. Longman setzte sich auf A.J.S. im 350er-Rennen durch und wurde 350er-Europameister.
Im Jahr 1927 fiel Frank Longman bei beiden TT-Rennen, in denen er startete, aus. Beim EM-Lauf der Saison, der im Rahmen des III. Großen Preises von Deutschland auf dem neu errichteten Nürburgring ausgetragen wurde, belegte er im 350er-Rennen auf Velocette hinter dem A.J.S.-Piloten Jimmie Simpson den zweiten Rang. Kurze Zeit später gewann er zum dritten Mal innerhalb fünf Jahren den Großen Preis der U.M.F.
1928 gelang Longman im Lightweight-Rennen (250-cm³-Klasse) auf OK-Supreme den einzigen Tourist-Trophy-Sieg seiner Laufbahn. Wenig später gewann er den in Nordirland ausgetragenen Ulster Grand Prix in der 350er-Kategorie.
In der Saison 1929 belegte Frank Longman auf OK-Supreme hinter Syd Crabtree und Kenneth Twemlow den dritten Platz im Lightweight-TT-Lauf. Beim Ulster Grand Prix feierte er in der Viertelliterklasse seinen zweiten Sieg. Bei der im Oktober im spanischen L’Ametlla del Vallès, etwa 30 Kilometer nördlich von Barcelona, ausgetragenen Motorrad-Europameisterschaft 1929 gewann er in der 250er-Klasse seinen zweiten EM-Titel.
Nach 1929 konnte Frank Longman international nicht mehr in Erscheinung treten, auch bei der Tourist Trophy fiel er häufig aus.
Am 14. Juni 1933 verunglückte Frank Longman auf einer Excelsior im Rennen der Lightweight-TT im Streckenabschnitt Glentramman des knapp 38 Meilen langen Snaefell Mountain Course auf der Isle of Man im Alter von 39 Jahren tödlich.

## Statistik

### Erfolge
- 1926 – 350-cm³-Europameister auf A.J.S.
- 1927 – 350-cm³-Vize-Europameister auf Velocette
- 1929 – 250-cm³-Europameister auf OK-Supreme

### Isle-of-Man-TT-Siege
| Jahr | Klasse                | Maschine   | Durchschnittsgeschwindigkeit |
| ---- | --------------------- | ---------- | ---------------------------- |
| 1936 | Lightweight (250 cm³) | OK-Supreme | 62,9 mph (101,2 km/h)        |

## Verweise